# Gabriel Andrew Dirac
Gabriel Andrew Dirac (* 13. März 1925 in Budapest; † 20. Juli 1984 in Arlesheim) war ein ungarisch-britischer Mathematiker, der sich mit Graphentheorie beschäftigte.
Gabriel Dirac war der Sohn von Eugene Paul Wigners Schwester Margit aus erster Ehe. Als diese 1937 Paul Dirac heiratete, zogen auch Gabriel und seine Schwester Judith nach England und nahmen ebenfalls den Namen Dirac an (sowie die britische Staatsbürgerschaft). Während des Zweiten Weltkriegs arbeitete er in der Flugzeugindustrie. Dirac studierte an der Universität Cambridge und der Universität London, wo er 1951 bei Richard Rado promovierte (On the Colouring of Graphs: Combinatorial topology of Linear Complexes). Im selben Jahr erhielt er den Rayleigh-Preis der Universität Cambridge. Danach war er an den Universitäten London, Hamburg, Toronto, Dublin (Trinity College), Wien, Ilmenau, Swansea. 1966/67 und ab 1970 war er Professor an der Universität Aarhus.
Dirac war einer der führenden Graphentheoretiker. Insbesondere arbeitete er über Graphen-Färbungen und damit zusammenhängend auch über Kartenfärbungen (und das Vierfarbenproblem). Er fand 1952 ein neues notwendiges Kriterium für die Existenz von Hamiltonwegen in Graphen. Im selben Jahr bewies er die Hajós-Vermutung für {\displaystyle k\leq 4} (im Allgemeinen ist sie aber falsch, wie 1979 von Paul Catlin bewiesen wurde). Er befasste sich auch mit Zahlentheorie und Geometrie.
Mit seiner Frau Rosemari Dirac hatte er vier Kinder.
Er war einer der Herausgeber des Journal of Graph Theory und des European Journal of Combinatorics. 1962 hielt er einen Vortrag auf dem Internationalen Mathematikerkongress in Stockholm (Remarks on the four colour conjecture and the theory of graphs).